# توم ميتزجر
توم ميتزجر هو ناشط وسياسي أمريكي، ولد في 9 أبريل 1938 في وارسو في الولايات المتحدة، وتوفي في 4 نوفمبر 2020 في هيميت في الولايات المتحدة. نشط حزبياً في الحزب الديمقراطي.